# Avramivka, Monastîrîșce
Avramivka (în ucraineană Аврамівка) este localitatea de reședință a comunei Avramivka din raionul Monastîrîșce, regiunea Cerkasî, Ucraina.

## Demografie
Componența lingvistică a localității Avramivka
     Ucraineană (98,49%)
     Rusă (1,35%)
     Alte limbi (0,1%)
Conform recensământului din 2001, majoritatea populației localității Avramivka era vorbitoare de ucraineană (98,49%), existând în minoritate și vorbitori de rusă (1,35%).